# Campeonato Europeo de Lucha de 1987
El XXXIX Campeonato Europeo de Lucha se celebró en el año 1987 en dos sedes distintas. Las competiciones de lucha grecorromana en Tampere (Finlandia) y las de lucha libre masculina en Veliko Tarnovo (Bulgaria). Fue organizado por la Federación Internacional de Luchas Asociadas (FILA) y las correspondientes federaciones nacionales de los países sedes respectivos.

## Resultados

### Lucha grecorromana
| Evento | Oro                        | Plata                      | Bronce                     |
| ------ | -------------------------- | -------------------------- | -------------------------- |
| 48 kg  | Vincenzo Maenza · Italia   | Bratan Tsenov Bulgaria     | Serguei Suvorov URSS       |
| 52 kg  | Andri Kalashnykov URSS     | Csaba Vadász · Hungría     | Roman Kierpacz · Polonia   |
| 57 kg  | Keijo Pehkonen · Finlandia | Emil Ivanov Bulgaria       | Patrice Mourier Francia    |
| 62 kg  | Zhivko Vanguelov Bulgaria  | Vasili Vozni URSS          | Jenő Bódi · Hungría        |
| 68 kg  | Aslaudin Abayev URSS       | Jerzy Kopański · Polonia   | Tapio Sipilä · Finlandia   |
| 74 kg  | Daulet Turlyjanov URSS     | Jouko Salomäki · Finlandia | Dobri Ivanov Bulgaria      |
| 82 kg  | Serguei Nasevich URSS      | Bogdan Daras · Polonia     | Tibor Komáromi · Hungría   |
| 90 kg  | Vladimir Popov URSS        | Atanas Komchev Bulgaria    | Harri Koskela · Finlandia  |
| 100 kg | Ilia Vasilev Bulgaria      | Vasile Andrei Rumania      | Jörg Kotte RDA             |
| 130 kg | Igor Rostorotski URSS      | Tomas Johansson · Suecia   | Ranguel Guerovski Bulgaria |

### Lucha libre
| Evento | Oro                        | Plata                         | Bronce                      |
| ------ | -------------------------- | ----------------------------- | --------------------------- |
| 48 kg  | Marian Nedkov Bulgaria     | Alin Păcuraru Rumania         | Mario Willomeit RDA         |
| 52 kg  | Valentin Yordanov Bulgaria | Vladimir Toguzov URSS         | Aslan Seyhanlı Turquía      |
| 57 kg  | Serguei Beloglazov URSS    | Zoran Sorov Yugoslavia        | Gueorgui Kalchev Bulgaria   |
| 62 kg  | Jazar Isayev URSS          | Karsten Polky RDA             | Marian Skubacz · Polonia    |
| 68 kg  | Arsen Fadzayev URSS        | Yeoryos Athanasiadis · Grecia | Simeon Shcherev Bulgaria    |
| 74 kg  | Adlan Varayev URSS         | Pekka Rauhala · Finlandia     | Fevzi Şeker Turquía         |
| 82 kg  | Alexandar Nanev Bulgaria   | Vladimir Modosian URSS        | Jozef Lohyňa Checoslovaquia |
| 90 kg  | Majarbek Jadartsev URSS    | Efraim Kamberov Bulgaria      | Reşit Karabacak Turquía     |
| 100 kg | Leri Jabelov URSS          | Vasile Pușcașu Rumania        | Gueorgui Yanchev Bulgaria   |
| 130 kg | Zaza Turmanidze URSS       | Andreas Schröder RDA          | Atanas Atanasov Bulgaria    |

## Medallero
| Núm. | País           | Oro | Plata | Bronce | Total |
| ---- | -------------- | --- | ----- | ------ | ----- |
| 1    | URSS           | 13  | 3     | 1      | 17    |
| 2    | Bulgaria       | 5   | 4     | 6      | 15    |
| 3    | Finlandia      | 1   | 2     | 2      | 5     |
| 4    | Italia         | 1   | 0     | 0      | 1     |
| 5    | Rumania        | 0   | 3     | 0      | 3     |
| 6    | Polonia        | 0   | 2     | 2      | 4     |
| 6    | RDA            | 0   | 2     | 2      | 4     |
| 8    | Hungría        | 0   | 1     | 2      | 3     |
| 9    | Grecia         | 0   | 1     | 0      | 1     |
| 9    | Suecia         | 0   | 1     | 0      | 1     |
| 9    | Yugoslavia     | 0   | 1     | 0      | 1     |
| 12   | Turquía        | 0   | 0     | 3      | 3     |
| 13   | Checoslovaquia | 0   | 0     | 1      | 1     |
| 13   | Francia        | 0   | 0     | 1      | 1     |
|      | TOTAL          | 20  | 20    | 20     | 60    |